# Раушенбах, Аксель
Аксель Раушенбах (нем. Axel Rauschenbach; род. 14 июля 1967 года, Дрезден) — фигурист из Германии (ГДР), выступавший в парном разряде. В паре с   Манди Вётцель он — серебряный призёр  чемпионата Европы 1989.

## Карьера
Фигурным катанием Аксель начал заниматься в 4 года в спортивным клубе «Einheit Dresden» как одиночник.  В возрасте  13 лет  он  встал в пару с Манди Вётцель, в паре с которой он стал вице-чемпионом Европы 1989 года, исполнив необычные сложные комбинации выброс тройной сальхов - шаги - прыжок тройной тулуп, выброс двойной аксель - тройка- прыжок двойной риттбергер, уступив паре из СССР Селезнёва — Макаров лишь одним судейским голосом. После Олимпиады 1992 года в Альбервилле пара рассталась, и Аксель встал в пару с Анушкой Глязер. В паре с ней он стал чемпионом Германии, а на международном уровне пара высоких результатов не добилась и в 1994 спортсмены приняли решение о завершении карьеры, после чего до 1996 года участвовали в шоу.

## Достижения
(с А. Глэзер)
| Соревнования            | 1993-1994 |
| ----------------------- | --------- |
| Зимние Олимпийские игры | 13        |
| Чемпионаты мира         | 14        |
| Чемпионаты Европы       | 10        |
| Чемпионаты Германии     | 1         |
| Skate America           | 7         |
| Bofrost Cup on Ice      | 5         |

(с  М.  Вётцель)
| Соревнования            | 1987-1988 | 1988-1989 | 1989-1990 | 1990-1991 | 1991-1992 |
| ----------------------- | --------- | --------- | --------- | --------- | --------- |
| Зимние Олимпийские игры |           |           |           |           | 8         |
| Чемпионаты мира         | 8         |           | 7         |           |           |
| Чемпионаты Европы       | 5         | 2         |           | 5         |           |
| Чемпионаты Германии     |           |           |           | 1         | 2         |
| Чемпионаты ГДР          | 2         | 1         | 1         |           |           |
| Skate America           |           |           |           | 3         |           |
| Trophée de France       |           | 2         | 1         |           |           |

## Личная жизнь
В 90-е годы XX века женился на олимпийской чемпионке Анетт Пётч. У них две дочери совместная Синди и дочь от первого брака Пётч Клаудия.